# Pristimantis fasciatus
Pristimantis fasciatus é uma espécie de anfíbio anuro da família Strabomantidae. Está presente na Venezuela. A UICN classificou-a como em perigo de extinção.